# Mondaí
Mondaí este un oraș în Santa Catarina (SC), Brazilia.